# 자캅카스 사회주의 연방 소비에트 공화국

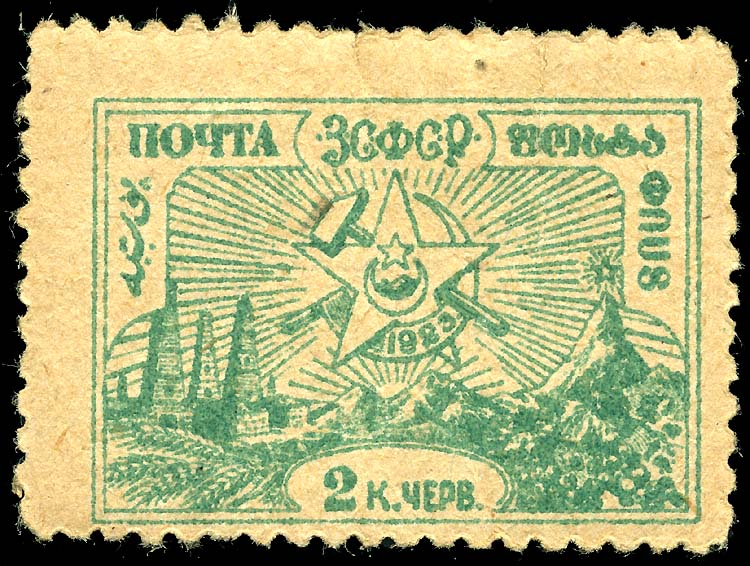
1923년 당시의 스탬프

자캅카스 사회주의 연방 소비에트 공화국(러시아어: Закавказская Социалистическая Федеративная Советская Республика 자카브카즈스카야 소치알리스티체스카야 페데라티브나야 소베트스카야 레스푸블리카[*])은 1922년에서 1936년까지 존재했던 소비에트 연방의 옛 나라였다.

## 소속국
조지아(그루지야), 아르메니아, 아제르바이잔으로 구성되었다. 이들은 1936년부터 공식적으로 분리되었다.

## 역사
1922년 12월 30일의 소비에트 대회에서 자캅카스 사회주의 연방 소비에트 공화국은 러시아 소비에트 연방 사회주의 공화국과 우크라이나 소비에트 사회주의 공화국, 벨로루시 소비에트 사회주의 공화국과 함께 소비에트 사회주의 공화국 연방 창설 조약을 승인하여, 소비에트 사회주의 공화국 연방이 탄생하였다.

## 주민
1926년의 인구
- 자캅카스 사회주의 연방 소비에트 공화국은 당시 인구가 5,861,600명이었다.
  - 아제르바이잔 소비에트 사회주의 공화국 — 2,314,600명
  - 아르메니아 소비에트 사회주의 공화국 — 880,500명
  - 그루지야 소비에트 사회주의 공화국 — 2,666,500명

| 아제르바이잔 소비에트 사회주의 공화국 | 아제르바이잔 소비에트 사회주의 공화국 |
| ------------------------------------- | ------------------------------------- |
| 인구                                  | 2,314,600명                           |
| 아제르바이잔인                        | 1,438,000명                           |
| 아르메니아인                          | 283,000명                             |
| 러시아인                              | 220,500명                             |
| 탈리시족                              | 77,000명                              |
| 쿠르드족                              | 41,000명                              |
| 레즈긴인                              | 37,300명                              |
| 우크라이나인                          | 18,200명                              |
| 유대인                                | 20,600명                              |
| 타트족                                | 28,400명                              |
| 페르시아인                            | 9,400명                               |
| 타타르족                              | 9,900명                               |
| 우딘족                                | 2,400명                               |

| 아르메니아 소비에트 사회주의 공화국 | 아르메니아 소비에트 사회주의 공화국 | 아르메니아 소비에트 사회주의 공화국 |
| ----------------------------------- | ----------------------------------- | ----------------------------------- |
| 주민                                | 880,500명                           |                                     |
| 아르메니아인                        | 743,600명                           | 84,45 %                             |
| 아제르바이잔인                      | 76,900명                            | 8,73 %                              |
| 러시아인                            | 19,500명                            | 2,21 %                              |
| 쿠르드족                            | 15,700명                            | 1,73 %                              |
| 그리스인                            | 3,000명                             | 0,34 %                              |
| 우크라이나인                        | 2,800명                             | 0,32 %                              |
| 아시리아인                          | 2,200명                             | 0,24 %                              |

| 그루지야 소비에트 사회주의 공화국 | 그루지야 소비에트 사회주의 공화국 |
| --------------------------------- | --------------------------------- |
| 주민                              | 2,666,500명                       |
| 조지아인(그루지야인)              | 1,788,200명                       |
| 아르메니아인                      | 307,000명                         |
| 아제르바이잔인                    | 137,900명                         |
| 오세트인                          | 133,300명                         |
| 러시아인                          | 96,100명                          |
| 압하스인                          | 56,800명                          |
| 그리스인                          | 54,100명                          |
| 우크라이나인                      | 14,400명                          |
| 쿠르드족                          | 8,000명                           |
| 예지디인                          | 2,800명                           |
| 유대인                            | 9,300명                           |
| 레즈긴인                          | 3,400명                           |
| 아시리아인                        | 900명                             |

## 같이 보기
- 산악 자치 소비에트 사회주의 공화국
- 극동 공화국
- 돈 공화국
- 쿠반 인민공화국
- 바이에른 평의회 공화국
- 소련의 공화국